# Classe Tennessee (nave da battaglia)
La classe Tennessee è stata una classe di due corazzate appartenente alla US Navy, composta dalla USS Tennessee (BB-43) e dalla USS California (BB-44). La prima unità, omonima, entrò in servizio nel giugno 1920. All'epoca dell'attacco di Pearl Harbor erano assegnate Flotta di base nel Pacifico.